# Đầu cơ
Đầu cơ là việc mua một tài sản (một hàng hóa, hàng hóa hoặc bất động sản) với hy vọng rằng nó sẽ trở nên có giá trị hơn trong tương lai gần, hay đơn giản hơn là mua vật phẩm với giá rẻ sau đó kích động tạo hiệu ứng gây tăng giá như "găm" hàng, tạo "sốt ảo",... trong thời gian ngắn nhằm kiếm lời ngắn hạn. Trong tài chính, đầu cơ cũng là thực tiễn tham gia vào các giao dịch tài chính rủi ro nhằm cố gắng kiếm lợi từ biến động ngắn hạn trong giá trị thị trường của một công cụ tài chính có thể giao dịch — thay vì cố gắng kiếm lợi từ các thuộc tính tài chính cơ bản được thể hiện trong công cụ như vốn lãi, cổ tức, hoặc lãi.
Nhiều nhà đầu cơ ít chú ý đến giá trị cơ bản của chứng khoán và thay vào đó tập trung hoàn toàn vào biến động giá. Đầu cơ về nguyên tắc có thể liên quan đến bất kỳ công cụ tài chính hoặc hàng hóa có thể giao dịch. Các nhà đầu cơ đặc biệt phổ biến trong thị trường chứng khoán, trái phiếu, tương lai hàng hóa, tiền tệ, mỹ thuật, sưu tầm, bất động sản và các công cụ phái sinh.
Các nhà đầu cơ thực hiện một trong bốn vai trò chính trong thị trường tài chính, cùng với hedgers, người tham gia vào các giao dịch để bù đắp một số rủi ro tồn tại trước kia, người ăn chênh lệch đi tìm kiếm lợi nhuận từ những tình huống mà có thể thay thế công cụ thương mại với giá khác nhau trong phân khúc thị trường khác nhau, và các nhà đầu tư đi tìm kiếm lợi nhuận thông qua quyền sở hữu lâu dài các thuộc tính cơ bản của một công cụ.

## Lịch sử
Với sự xuất hiện của máy đánh dấu chứng khoán vào năm 1867, loại bỏ sự cần thiết phải có mặt của các nhà giao dịch trên sàn giao dịch chứng khoán, đầu cơ chứng khoán đã trải qua một sự mở rộng mạnh mẽ vào cuối những năm 1920. Số lượng cổ đông tăng lên, có lẽ từ 4.4 triệu vào năm 1900 lên 26 triệu vào năm 1932.

## Đầu cơ và đầu tư
Quan điểm về những gì phân biệt đầu tư với đầu cơ và đầu cơ với đầu cơ quá mức rất khác nhau giữa các học giả, nhà lập pháp và học giả. Một số nguồn lưu ý rằng đầu cơ đơn giản là một hình thức đầu tư rủi ro cao hơn. Những người khác định nghĩa đầu cơ hẹp hơn vì đầu cơ không có tính phòng ngừa rủi ro. Ủy ban giao dịch hàng hóa tương lai Hoa Kỳ định nghĩa một nhà đầu cơ là "một nhà giao dịch không phòng ngừa rủi ro, nhưng giao dịch với mục tiêu đạt được lợi nhuận thông qua dự đoán thành công của biến động giá". Cơ quan này nhấn mạnh rằng các nhà đầu cơ phục vụ các chức năng thị trường quan trọng, nhưng định nghĩa đầu cơ quá mức là có hại cho hoạt động đúng đắn của thị trường tương lai.
Theo Benjamin Graham trong Nhà đầu tư thông minh, nhà đầu tư phòng thủ chuẩn mực là "... một người quan tâm chủ yếu đến sự an toàn cộng với sự tự do không làm phiền". Tuy nhiên, ông thừa nhận rằng "... một số suy đoán là cần thiết và không thể tránh khỏi, trong nhiều tình huống cổ phiếu phổ thông, có nhiều khả năng cả về lãi và lỗ, và rủi ro phải được ai đó đảm nhận." Do đó, nhiều nhà đầu tư dài hạn, ngay cả những người mua và nắm giữ trong nhiều thập kỷ, có thể được phân loại là nhà đầu cơ, ngoại trừ chỉ một số ít người chủ yếu được thúc đẩy bởi thu nhập hoặc sự an toàn của tiền gốc và cuối cùng không bán được để thu lợi nhuận.
Đầu cơ bị lên án trên cơ sở đạo đức là tạo ra tiền từ tiền và do đó thúc đẩy các tệ nạn của cờ bạc.
Có ý kiến cho rằng nó không phục vụ mục đích nào từ góc độ con người và kinh tế 